# Gate array
En electrónica, un gate array (matriz de puertas) o Uncommitted Logic Array (ULA, o "matriz lógica no encargada" o "no comprometida") es una técnica para diseñar e implementar un circuito integrado de aplicación específica (Application-Specific Integrated Circuit o ASIC), utilizando un chip prefabricado con dispositivos activos tales como puertas AND, etc, que son posteriormente interconectados mediante una capa de máscara en orden de encargo.

## Dibujo
Un circuito de matriz de puertas es un chip prefabricado, sin funciones predefinidas, en el cual los transistores, puertas lógicas NAND o NOR y otros dispositivos activos, están dispuestos en posiciones predeterminadas en una oblea de silicio, generalmente llamada "master slice". La creación de un chip con una función específica requiere la adición de una o más capas de metal conectadas al master slice, con el fin de unirse a los dichos dispositivos activos para obtener de ese modo el chip final de acuerdo con las necesidades. Estas capas son similares a las pistas de cobre sobre una placa de circuito impreso.
Los master slice de matriz de puertas son prefabricados y almacenados a granel, de modo que la producción de encargo para un cliente particular puede hacerse rápidamente en comparación con un diseño utilizando "standard cells" (celdas estándares) o totalmente desde cero. El uso de la matriz de puertas reduce el coste de las máscaras fotográficas, ya que relativamente pocas tienen que ser producidas. También reduce los costos de las pruebas, ya que todas las "gate arrays" con el mismo tamaño de "die", se pueden probar con las mismas herramientas.
Las "matrices de puertas", fueron las precursores de los ASIC estructurados, más avanzados: los últimos, a diferencia de sus predecesores, tienden a incluir memorias predefinidas o reconfigurables, y/o bloques analógicos. ASIC estructurados aún se producen por empresas como ChipX, Inc. (hoy, subsidiaria de GigOptix Inc.).
Las "matrices de puertas" se ofrecen en varias series, que se diferencian por el número de puertas lógicas, terminales de E/S y conexiones, para satisfacer las diversas necesidades de la construcción de un chip a la medida.

## Desventajas
Las principales desventajas de las "matrices de puertas" son su densidad y rendimiento ligeramente inferiores en comparación con otros enfoques para el diseño ASIC. Sin embargo, esta técnica es a menudo un enfoque viable para bajos volúmenes de producción.

## Historia

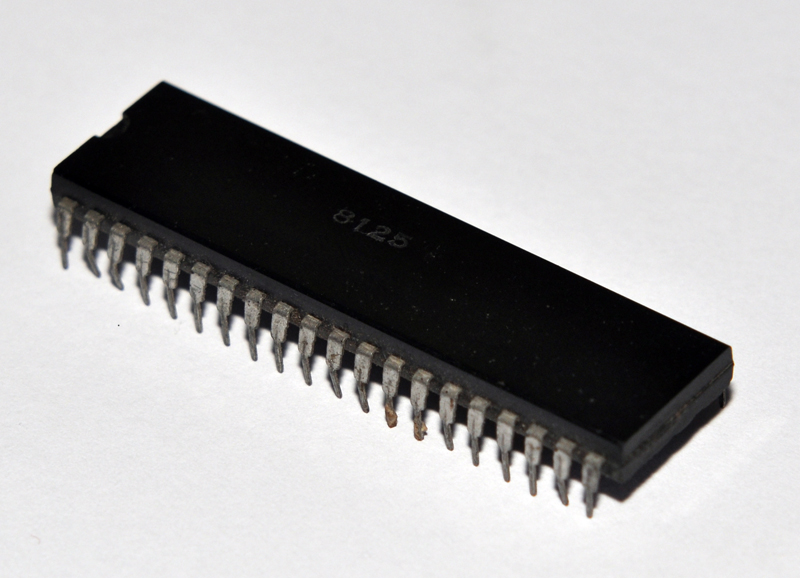
ULA del Sinclair ZX81

Sinclair Research utilizó una ULA en su ordenador doméstico Sinclair ZX81 para reducir el número de circuitos integrados del modelo anterior, el ZX80, insertando en un solo chip las funciones de muchos otros. Otra ULA fue utilizada posteriormente en el ZX Spectrum (y sus clónicos brasileños, los TK 90X y TK 95, a través de ingeniería inversa). Acorn Computers ha utilizado varias ULA en su BBC Micro, y ha integrado las funciones de casi todas los chips en una sola ULA al producir el Acorn Electron. Muchos otros fabricantes de esta época han utilizado un chip ULA. Ferranti, un pionero británico en tecnología de fabricación de "matrices de puertas", abandonó más tarde este mercado. Cuando la IBM PC conquistó gran parte del mercado de los ordenadores personales, la producción a gran escala ha hecho la fabricación de chips a la medida mucho más económica.
Sus sucesores son la FPGA (Field Programmable Gate Array), CPLDs (Complex Programmable Logic Device) y ASIC estructurado. En comparación con las ULAs, que requieren una oblea de semiconductor para construir interconexiones, FPGAs y CPLDs tienen interconexiones programables.